# Marius Girard
Pour les articles homonymes, voir Girard.
Ne doit pas être confondu avec Marius Girard (peintre).
Marius Girard est un écrivain français de Provence, né le 10 mai 1838 à  Saint-Rémy-de-Provence (Bouches-du-Rhône), mort le 1er août 1906.

## Biographie
Marius Girard fut félibre de Saint-Rémy-de-Provence. Maître en gai savoir en 1877, il est élu majoral (cigale des Alpilles) en 1881. Il est le père de la félibresse et écrivain Marie Gasquet.
En 1880, il rejoint sa femme à Sommières où elle est nommée receveuse des postes.

## Publications
- L'Album de Jeanne d'Arc !, paroles de René Girard, musique de Marius Girard, Paris, chez l'auteur, 1867 (OCLC 844274717)
- (oc) Lis Aupiho, poésies et légendes provençales (avec traduction française), Avignon, Joseph Roumanille libraire-éditeur, 1877 ; lire en ligne sur Gallica
- Fernand Beissier, Marius Girard, Paul Margueritte, Tems dis amour (Temps des amours), mélodie provençale, poésie de Marius Girard, traduction française de Paul Margueritte, Paris, J. Hiélard, 1882 (OCLC 844012279)
- (oc) Vilo d'A-z-ais. Assemblado generalo de la mantenènço de Prouvènço e jo flourau de 1893. Paraulo dóu sendi en Marius Girard, Avignon, J. Roumanille, 1893
- (oc) La Crau, poésies et légendes provençales 1879-1889 (avec traduction française en regard du texte), Avignon, Veuve Roumanille, 1894

## Citation
« M. Marius Girard, né vers 1840 à Saint-Rémy, ville natale de Roumanille, Félibre majoral, maître-ès-jeux floraux pour avoir remporté trois joio ou premiers prix, dans les concours, président de l'École du Florège d'Avignon, chevalier de l'ordre royal et distingué de Charles III d'Espagne, officier d'académie etc., a publié un recueil de poésies intitulé: Lis Aupiho (les Alpilles), nom de la chaîne inférieure des Alpes qui domine Saint-Rémy, et prépare un second volume qui portera le titre de La Crau. Il fut l'un des principaux organisateurs des fêtes littéraires internationales célébrées à Saint-Rémy en 1868, où assistèrent les plus grands poètes catalans, et où Mistral dit pour la première fois son immortel poème, du Tambour d'Arcole. »

— Les Fleurs félibresques, poésies provençales et languedociennes modernes, Union générale de la librairie, Paris, 1883